# Ружа-Подгурна
Ружа-Подгурна (пол. Róża Podgórna) — село в Польщі, у гміні Сточек-Луковський Луківського повіту Люблінського воєводства.
Населення — 122 особи (2011).
У 1975-1998 роках село належало до Седлецького воєводства.

## Демографія
Демографічна структура станом на 31 березня 2011 року:
|          | Загалом | Допрацездатний вік | Працездатний вік | Постпрацездатний вік |
| -------- | ------- | ------------------ | ---------------- | -------------------- |
| Чоловіки | 65      | 5                  | 45               | 15                   |
| Жінки    | 57      | 15                 | 24               | 18                   |
| Разом    | 122     | 20                 | 69               | 33                   |